# Matawai Maringu
Matawai Maringu is een bestuurslaag in het regentschap Oost-Soemba van de provincie Oost-Nusa Tenggara, Indonesië. Matawai Maringu telt 585 inwoners (volkstelling 2010).